# Linda Dallmann
Linda Dallmann (* 2. September 1994 in Dinslaken) ist eine deutsche Fußballspielerin, die seit dem 1. Juli 2019 Vertragsspielerin des FC Bayern München ist. Ihre beiden jüngeren Schwestern, Jule und Pauline, sind ebenfalls Fußballspielerinnen; derzeit beim Regionalligisten VfR Warbeyen in Kleve.

## Karriere

### Vereine
Linda Dallmann begann beim STV Hünxe mit dem Fußballspielen und gelangte über den PSV Wesel-Lackhausen schließlich zum FCR 2001 Duisburg, für den sie von 2009 bis 2010 in der B-Jugend aktiv war. In der Saison 2010/11 spielte sie für Bayer 04 Leverkusen. Am 6. März 2011 (21. Spieltag) kam sie bei der 1:7-Niederlage im Heimspiel gegen den 1. FFC Turbine Potsdam mit Einwechslung für Eunice Beckmann zur zweiten Halbzeit zu ihrem Debüt in der Bundesliga. Zur Saison 2011/12 wechselte die Offensivspielerin zum Ligakonkurrenten SG Essen-Schönebeck. Dort erzielte sie am 16. Oktober 2011 (7. Spieltag) beim 4:0-Sieg im Auswärtsspiel gegen den 1. FC Lokomotive Leipzig mit dem Treffer zum 2:0 in der 75. Minute ihr erstes Bundesligator.
Zur Saison 2019/20 wurde sie vom Ligakonkurrenten FC Bayern München verpflichtet, bei dem sie im März 2019 einen bis zum 30. Juni 2021 gültigen Vertrag erhielt. Im Februar 2020 verlängerte sie ihre Vertragslaufzeit bis 2023. Im Dezember 2022 verlängerte sie ihre Vertragslaufzeit um weitere drei Jahre.

### Nationalmannschaft
Linda Dallmann war erstmals am 18. Mai 2010 im Spiel der U16-Nationalmannschaft gegen das Team Frankreichs für eine Juniorenauswahl des DFB aktiv. Für die U17-Nationalmannschaft erzielte sie im Rahmen der EM-Qualifikation 2011 im April 2011 ihr erstes Länderspieltor.

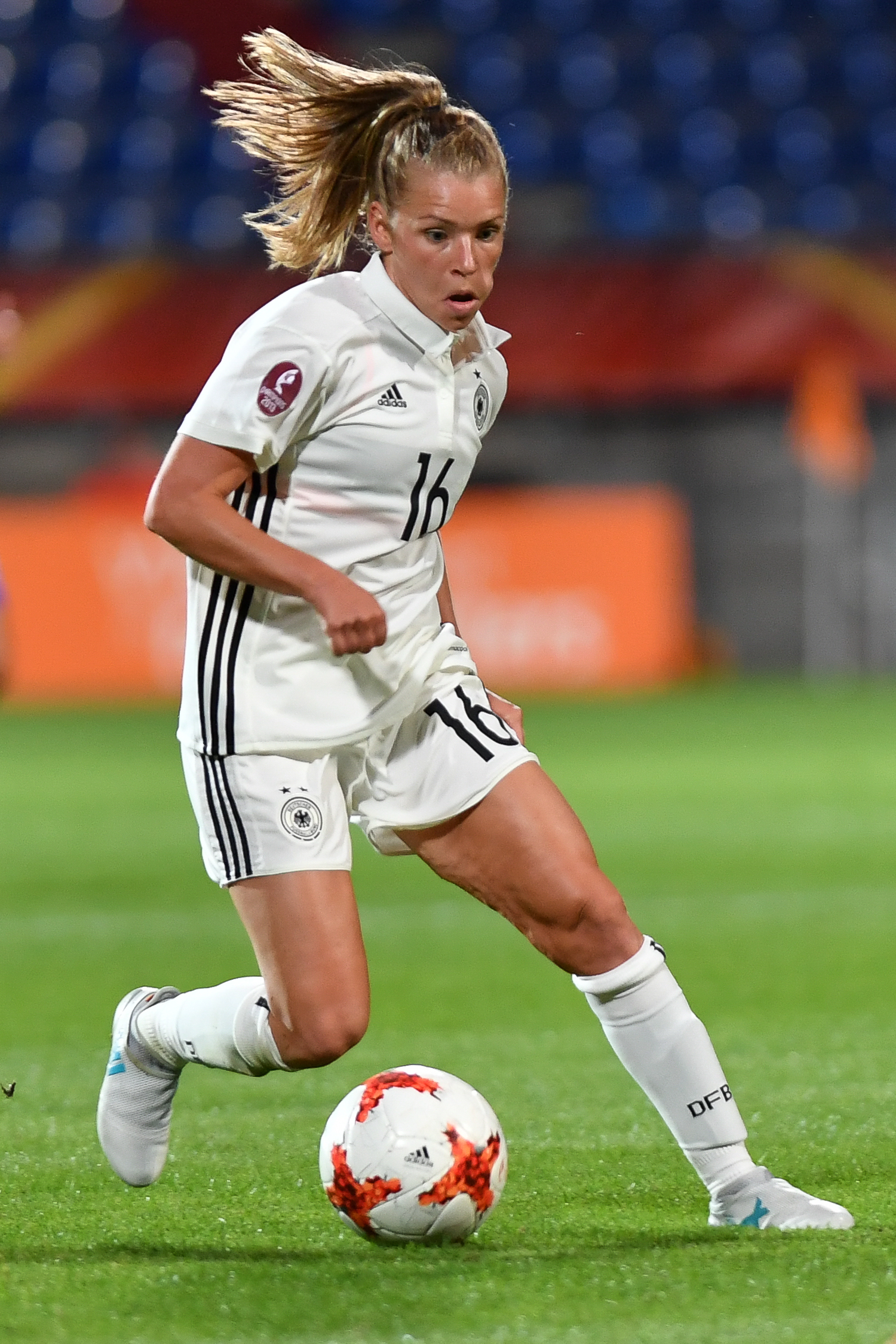
Dallmann in einer Spielszene während der UEFA Women’s Euro 2017

In der Endrunde der U17-Europameisterschaft 2011 in Nyon/Schweiz kam sie sowohl beim mit 5:6 im Elfmeterschießen verlorenen Halbfinale gegen die Nationalmannschaft Frankreichs, als auch im mit 8:2 gegen die Auswahl Islands gewonnenen Spiel um Platz 3 zum Einsatz. Am 26. Oktober 2011 kam sie im Rahmen des Testspiels gegen die schwedische Auswahl erstmals für die U19-Nationalelf zum Einsatz und erreichte mit ihr 2013 die EM-Endrunde in Wales, nachdem sie im Jahr zuvor in der Qualifikation am späteren Sieger Schweden gescheitert war. In Wales erreichte sie mit der Mannschaft das Halbfinale. Im März 2014 gab Dallmann im Rahmen des Sechs-Nationen-Turniers in La Manga ihr Debüt für die U20-Nationalmannschaft. Mit ihr nahm sie auch an der vom 5. bis 24. August 2014 in Kanada ausgetragenen U20-Weltmeisterschaft teil, bestritt alle sechs Turnierspiele und wurde mit dem 1:0-Sieg n. V. im Finale gegen die Auswahl Nigerias Weltmeister. Am 16. September 2016 debütierte sie in Moskau für die A-Nationalmannschaft, die im EM-Qualifikations-Spiel gegen die Nationalmannschaft Russlands mit 4:0 gewann. Ihr erstes Länderspieltor erzielte sie am 9. April 2017 in Erfurt beim 2:1-Sieg im Testspiel gegen die Nationalmannschaft Kanadas mit dem Treffer zum Endstand in der 86. Minute.
Im Turnier um die Europameisterschaft 2017 in den Niederlanden, in dem sie zwei von vier Spielen bestritt, schied sie mit dem DFB-Team im Viertelfinale gegen die Nationalmannschaft Dänemarks aus dem Wettbewerb aus. Für die WM 2019 wurde sie von Bundestrainerin Martina Voss-Tecklenburg in den Kader berufen. Sie erreichte mit der Nationalmannschaft das Viertelfinale.

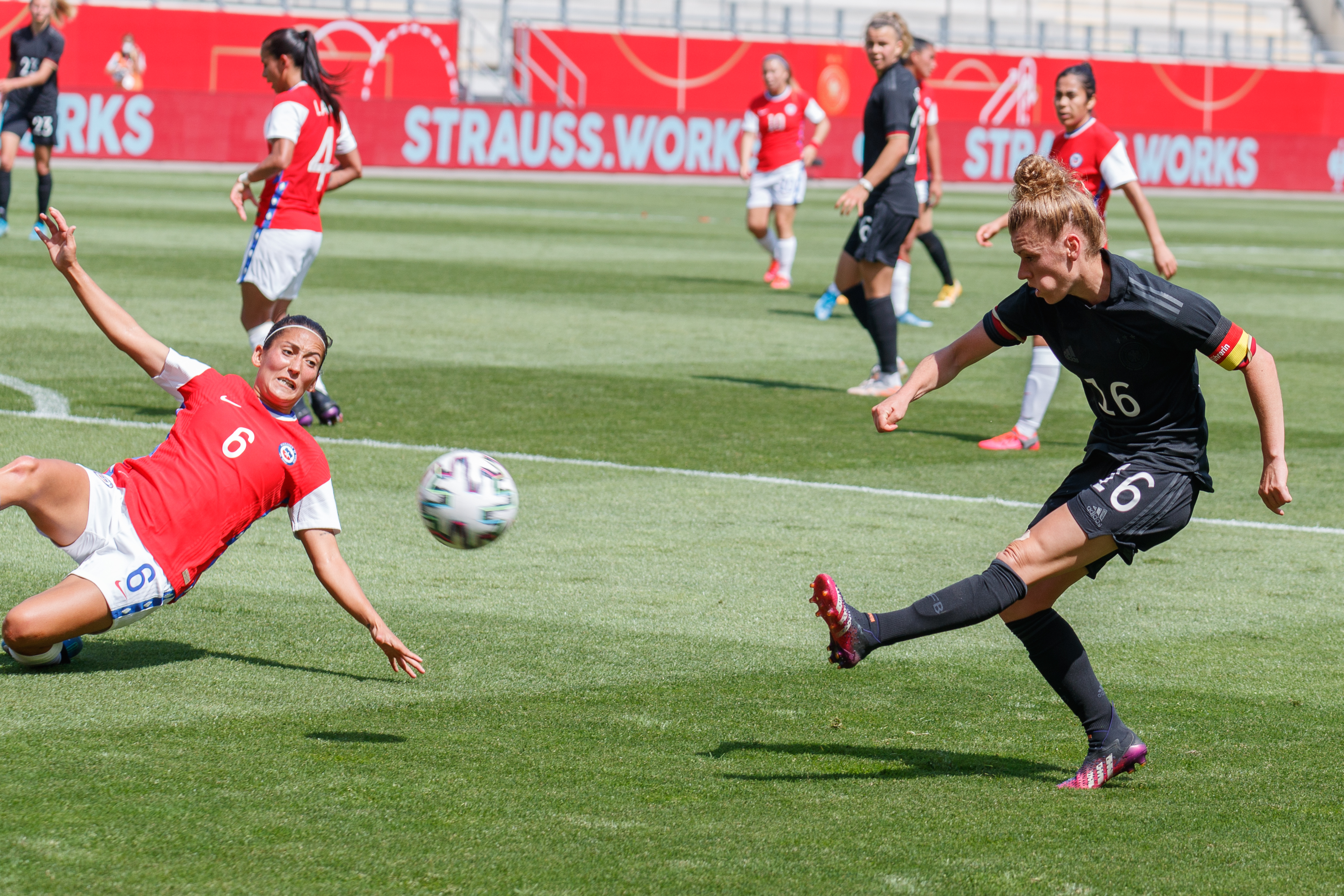
Linda Dallmann im Länderspiel gegen Chile im Jahr 2021

Für die EM 2022 in England wurde sie von Bundestrainerin Voss-Tecklenburg in den Kader berufen. Mit der Mannschaft erreichte sie das Finale, das jedoch mit 1:2 n. V. gegen die Nationalmannschaft Englands verloren wurde. Dallmann kam in allen sechs Turnierspielen zum Einsatz, wobei sie fünfmal eingewechselt wurde.
Im März 2023 zog sie sich einen Syndesmoseriss im Sprunggelenk zu, wodurch sie für die vom 20. Juli bis 20. August 2023 in Australien und Neuseeland ausgetragene Weltmeisterschaft ausfiel.
Bundestrainer Christian Wück berief sie im Juni in den Kader der Nationalmannschaft für die Fußball-Europameisterschaft der Frauen 2025. Dallmann stand in den ersten beiden Spielen in der Startelf und wurde in den beiden Spielen der Finalrunde gegen Frankreich und Spanien eingewechselt.

## Erfolge
- Finalist Europameisterschaft 2022
- Algarve-Cup-Sieger 2020 (kampflos)
- U20-Weltmeister 2014
- Dritter U17-Europameisterschaft 2011
- Deutscher Meister 2021, 2023, 2024, 2025
- DFB-Pokal-Sieger 2025
- DFB-Supercup (Frauen) 2024
- U17-Länderpokal-Sieger 2009